# الأخت غير الشقيقة القبيحة
الأخت غير الشقيقة القبيحة (بالنرويجية: Den stygge stesøsteren‏) هو فيلم رعب جسدي صدر عام 2025، من إخراج وسيناريو إميلي بليشفيلدت في أول تجربة إخراجية لها. الفيلم من بطولة ليا ميرين، وثيا صوفي لوخ نيس، وآنه دال تورب، وفلوا فاجيرلي، مستوحى من قصة سندريلا الخيالية، ويروي قصة إلفيرا التي تتنافس مع أختها غير الشقيقة الجميلة في معركة دامية على الجمال. عُرض لأول مرة في مهرجان صاندانس السينمائي لعام 2025 في 23 يناير 2025، حيث افتتح قسم منتصف الليل.
الفيلم إنتاج دولي مشترك من النرويج وبولندا والسويد والدنمارك، عُرض كجزء من بانوراما في مهرجان برلين السينمائي الدولي الخامس والسبعين في 16 فبراير 2025، بعد عرضه الأول في مهرجان صاندانس. صدر الفيلم في دور العرض النرويجية في 7 مارس 2025. وفي الولايات المتحدة في 18 أبريل 2025.

## القصة
إلفيرا وألما شقيقتان تزوجت والدتهما ريبيكا مؤخرًا من رجل أكبر سنًا على أمل الحصول على الثروة، لتصبح زوجة أب لأغنيس، ابنة الرجل من زواج سابق. ومع ذلك، يموت والد أغنيس ليلة زفافه، وتعلم الأسرة أنه كان في الواقع مفلسًا. بسبب قلقها من أنها قد تكون كبيرة في السن على العثور على زوج جديد ثري، تقرر ريبيكا أنها ستزوج إحدى بناتها بدلاً من ذلك. اختارت إلفيرا لأن ألما لم تبلغ سن البلوغ بعد. بينما تحلم إلفيرا بالزواج من الأمير جوليان، تدرك ريبيكا أن ابنتها يُنظر إليها على نطاق واسع على أنها قبيحة تقليديًا ولديها فرصة ضئيلة للفوز به، خاصة إذا كانت أغنيس ستتنافس أيضًا. من أجل جعل ابنتها أجمل، تخضع إلفيرا لسلسلة من العمليات التجميلية المؤلمة والبدائية، وخلال هذا الوقت يتحول إعجابها الأولي بأغنيس إلى غيرة. وتبدأ معركة دامية على الجمال.

## الممثلون
- ليا ميرين في دور إلفيرا
- ثيا صوفي لوخ نيس في دور أغنيس
- آنه دال تورب في دور ريبيكا، زوجة الأب
- فلو فاجيرلي في دور الأخت الصغيرة ألما
- إسحاق كالمروث في دور الأمير جوليان
- مالتي غاردينغر في دور إيزاك
- رالف كارلسون في دور أوتو
- إسحاق أسببيرغ في دور فنسسجر
- ألبين وايدنبلاد في دور النهمة
- أوكسانا تشيركاسينا في دور الطباخة
- كاترزاينا هيرمان في دور مدام فانجا
- آدم لوندغرين في دور دكتور إستيتيك[10]
- ويلي رامنيك بيتري في دور فريدريك فون بلوكفيش
- سيسيليا فورس في دور صوفي فون كروننبرغ

## الإنتاج
الفيلم من إنتاج ماريا إيكرهوفد من شركة مير فيلم، بالتعاون مع ليزيت جونيتش، وزينتروبا السويد، وماريوس وولدارسكي، ولافا فيلمز، وثيس نورجارد، وموتور برودكشنز، بدعم من المعهد النرويجي للأفلام، وبرنامج الحوافز الإنتاجية البولندي، والمعهد البولندي للأفلام، والمعهد السويدي للأفلام، والمعهد الدنماركي للأفلام، ويوريماجيس، ونورديسك فيلم آند تي في فوند، وفيستنورسك فيلمسنتر. وتتولى شركة سكانبوكس توزيعه، بينما تعود حقوق البيع الدولية إلى شركة ميمينتو إنترناشونال.
يتكون طاقم الفيلم من مصممة الأزياء مانون راسموسن، ومدير التصوير السينمائي مارسيل زيسكيند، والمحررة بوردر أوليفيا نيرجارد هولم، ومشرف المؤثرات البصرية بيتر هيورت، ومصمم المؤثرات البصرية توماس فولدبيرغ.
في وصفها للفيلم، قالت الكاتبة والمخرجة إيميلي بليشفيلدت في مقابلة: «إن هذا التحول في رعب الجمال في قصة سندريلا مستوحى من نسخة الأخوين غريم ومن صراعاتي الشخصية مع صورة الجسد»، وأشارت أيضًا إلى أن «هدفها هو إثارة التعاطف وعدم الراحة وإلهام جمهوري للتفكير في تصوراتهم للجمال وعلاقتهم به».

## الاستقبال
على موقع تجميع المراجعات روتن توميتوز، حصل الفيلم على 95٪ من 103 مراجعة نقدية إيجابية، بمتوسط تقييم 7.7/10. وجاء في إجماع النقاد: «باستخدام المطرقة والإزميل لقصة خيالية بامتياز، فإن استخدام فيلم "الأخت غير الشقيقة القبيحة" ببراعة للدماء والتخريب هو ما يُصنع منه مجموعة كوابيس». أما موقع ميتاكريتيك، الذي يستخدم متوسطًا مرجحًا، فقد منح الفيلم 70 من 100 درجة، بناءً على 22 ناقد، مما يشير إلى مراجعات إيجابية بشكل عام.

## روابط خارجية
- الأخت غير الشقيقة القبيحة على موقع IMDb (الإنجليزية)
- الأخت غير الشقيقة القبيحة على موقع ميتاكريتيك (الإنجليزية)
- الأخت غير الشقيقة القبيحة على موقع روتن توميتوز (الإنجليزية)
- الأخت غير الشقيقة القبيحة على موقع ألو سيني (الفرنسية)
- الأخت غير الشقيقة القبيحة على موقع قاعدة بيانات الفيلم (الإنجليزية)
- الأخت غير الشقيقة القبيحة على موقع ليتربوكسد (الإنجليزية)
- الأخت غير الشقيقة القبيحة على موقع كينوبويسك (الروسية)